# 掛塚藩
掛塚藩（かけづかはん）は、遠江国長上郡（現在の静岡県磐田市）掛塚に存在した藩。武蔵比企郡高坂宿（現在の埼玉県東松山市）の高坂館に藩庁を設置した時期もあるため、高坂藩（たかさかはん）とも称する。

## 歴史
藩主家である加賀爪上杉家の祖先・上杉政定は今川範政の猶子になった人物で、出自は上杉氏という名族である。この経緯から加々爪家は今川氏に仕えていたが、今川義元が織田信長によって討たれたことで今川氏が衰退すると、徳川家康の家臣となった。
その後、加賀爪家は代を重ねるごとに加増を受けるようになる。特に加賀爪忠澄は関ヶ原の戦い、大坂の陣で武功を挙げたため、順調に加増を受けて寛永10年（1633年）には9500石を与えられた。この2年前には町奉行となっている。
忠澄の跡を継いだ直澄は、徳川家光のもとで御小姓を務めたことから2000石を与えられた。寛永18年（1641年）に忠澄が死去すると、その家督と所領9500石を継いで、合計1万1500石を領する大名となり、掛塚藩を立藩した。このとき、直澄は弟の信澄に1000石、定澄に500石を分与している。その後、直澄は寛文元年に寺社奉行となって、同8年には3000石を加増された。
延宝7年（1679年）に直澄が隠居した後は、直清が跡を継いだ。しかし天和元年（1681年）2月、直清は旗本の成瀬正章と領地の境界をめぐって争うという事件を起こし、直清に落ち度があったとして幕命により所領を没収され改易された。

## 歴代藩主
加賀爪家
1万1500石→1万石→1万3000石。譜代。
1. 直澄（なおずみ）【寛永18年藩主就任－延宝7年6月18日隠居】〔書院番頭。大番頭。寺社奉行〕
2. 直清（なおきよ）【延宝7年6月18日藩主就任－天和元年改易】